# Blend S
Blend S (jap. ブレンド・S Burendo S) – manga w formacie yonkoma autorstwa Miyuki Nakayamy, publikowana od października 2013 do kwietnia 2022 na łamach magazynu „Manga Time Kirara Carat” wydawnictwa Hōbunsha.  
Na podstawie mangi powstał 12-odcinkowy serial anime wyprodukowany przez studio A-1 Pictures.

## Fabuła
Główna bohaterka serii, Maika Sakuranomiya, ma problem ze znalezieniem pracy na pół etatu z powodu swojego sadystycznego uśmiechu. Pewnego dnia napotyka Włocha, który oferuje jej pracę w swojej kawiarence pod nazwą Stile, w której kelnerki muszą odgrywać dane role. Ze względu na swój (w tym wypadku) atut, czyli szydercze spojrzenie, Maika musi udawać sadystkę, co początkowo jej nie wychodzi. Później jednak wczuwa się w rolę i świetnie odnajduje się w towarzystwie pozostałych pracowników.

## Bohaterowie
- Maika Sakuranomiya (jap. 桜ノ宮 苺香), 16-letnia dziewczyna, która z natury jest bardzo pogodna, jednak uśmiechając się źle wpływa na ludzi. Zauważa to Dino, który zatrudnia ją jako sadystkę w swojej kawiarni. Pochodzi z rodziny, która bardzo ceni sobie tradycje. Gdy miała pięć lat podsłuchała rozmowę swojego ojca z klientem z zagranicy, co zapoczątkowało jej zamiłowanie do innych kultur. Bardzo podobają jej się włosy Dino, ponieważ są koloru blond.
- Kaho Hinata (jap. 日向 夏帆) – 17-letnia dziewczyna odgrywająca rolę tsundere w kawiarni Stile. Pomimo charakteru jaki ma odgrywać, jest bardzo miłą osobą. Uwielbia grać w gry video, przez co często bywa w salonach gier, w których wydaje masę pieniędzy. Ma problemy z utrzymywaniem swej roli, gdy tylko jeden z klientów wspomni coś na temat gier. Jest najpopularniejszą kelnerką w kawiarni Dino, zaś wraz z Akizuki – jej pierwszym pracownikiem.
- Mafuyu Hoshikawa (jap. 星川 麻冬) – Mafuyu jest 21-letnią studentką, która odgrywa rolę młodszej siostry, ze względu na swój niski wzrost. Ma młodszego brata, który jest wyższy od niej. Jest bardzo poważna i nie lubi ukazywać swoich emocji. Jest na tyle niska, że przy zmywaniu naczyń nie dosięga do zlewu. Uwielbia serię Aikatsu!.
- Miu Amano (jap. 天野 美雨) – jest to 22-letnia artystka wykonująca dōjinshi, która odgrywa rolę starszej siostry. Początkowo uczęszczała do Stile jako klientka. Wykorzystuje Dino oraz Maikę jako modeli do swoich prac. Jej hobby to obserwowanie ludzi. Często, gdy ma jakąś ideę do swoich mang, natychmiast ją zapisuje.
- Hideri Kanzaki (jap. 神崎 ひでり) – 16-letni chłopak, odgrywający rolę idola. Było to jego odwieczne marzenie, dlatego przebiera się za dziewczynę, zdobywając w kawiarence wielu fanów.
- Dino (jap. ディーノ) – 26-letni Włoch, właściciel kawiarni Stile. Uwielbia oglądać anime przez całą noc, przez co jest często niewyspany w pracy. Zakochał się w Maice od pierwszego wejrzenia. Uwielbia jej włosy. Mieszka na drugim piętrze kawiarenki. Za namową Maiki przygarnął psa nazwanego Właściciel (オーナ). Gdy jest podekscytowany, zaczyna mu lecieć krew z nosa.
- Kōyō Akizuki (jap. 秋月 紅葉) – 21-letni szef kuchni w kawiarni Dino, który uwielbia yuri. Podobnie jak Kaho ubóstwia granie w gry komputerowe.
- Aika Sakuranomiya (jap. 桜ノ宮 愛香) – starsza siostra Maiki, która bardzo się o nią troszczy i podobnie jak ona posiada sadystyczny uśmiech. Z początku myślała, że jej siostra oraz Dino są parą.
- Kōichi Sakuranomiya (jap. 桜ノ宮 香一) – starszy brat Maiki. Tak jak Aika, troszczy się o swoją siostrę i ma złowrogie spojrzenie.

## Manga
Manga w formie yonkoma ukazywała się od października 2013 do kwietnia 2022 na łamach magazynu „Manga Time Kirara Carat”. Wszystkie rozdziały zostały zebrane do ośmiu tankōbonów, ukazywanych od 27 stycznia 2015 do 26 maja 2022.
| Nr | Data wydania (język japoński) | ISBN (język japoński)  |
| -- | ----------------------------- | ---------------------- |
| 1  | 27 stycznia 2015              | ISBN 978-4-8322-4520-4 |
| 2  | 27 lutego 2016                | ISBN 978-4-8322-4667-6 |
| 3  | 27 stycznia 2017              | ISBN 978-4-8322-4798-7 |
| 4  | 27 października 2017          | ISBN 978-4-8322-4885-4 |
| 5  | 25 stycznia 2019              | ISBN 978-4-8322-7062-6 |
| 6  | 27 marca 2020                 | ISBN 978-4-8322-7179-1 |
| 7  | 26 marca 2021                 | ISBN 978-4-8322-7264-4 |
| 8  | 26 maja 2022                  | ISBN 978-4-8322-7368-9 |

## Anime
Serial anime w oparciu o mangę został zapowiedziany 26 grudnia 2016. 5 września 2017 ogłoszono, że premiera odbędzie się 7 października, natomiast emisja trwała do 23 grudnia 2017 w nakładzie 12 odcinków. Jako muzykę przewodnią wykorzystany został utwór Bon Appétit ♡ S wykonywany przez Blend A.

### Spis odcinków
| N/o | Tytuł odcinka                                                                          | Premiera             |
| --- | -------------------------------------------------------------------------------------- | -------------------- |
| 1   | Hajimete no do S (はじめてのドS)                                                       | 7 października 2017  |
| 2   | Jingi naki Sweets Jingi naki suītsu (仁義なきスイーツ)                                 | 14 października 2017 |
| 3   | Date nochi 18-kin Dēto nochi 18-kin (デートのち18禁)                                   | 21 października 2017 |
| 4   | Kōhai wa onee-san (Kenzen) (後輩はおねえさん（健全）)                                  | 28 października 2017 |
| 5   | Ame nochi kaze (雨のちカゼ)                                                            | 4 listopada 2017     |
| 6   | Mizube ni matsuwaru etosetora (Seijin-zumi) (水辺にまつわるエトセトラ（成人済）)       | 11 listopada 2017    |
| 7   | Banana ni ichigo de, isogashii (バナナにイチゴで、いそがしい)                          | 18 listopada 2017    |
| 8   | Idol zokusei mo, tsuitemasu Aidoru zokusei mo, tsuitemasu (アイドル属性も、ついてます) | 25 listopada 2017    |
| 9   | Owner shūnin, sister shūrai Ōnā shūnin, shisutā shūrai (オーナー就任、シスター襲来)    | 2 grudnia 2017       |
| 10  | Oshiete, a-ge-ru (おしえて、あ・げ・る)                                                | 9 grudnia 2017       |
| 11  | Tsundere jōzu, kabe don wa heta (ツンデレ上手、壁ドンは下手)                           | 16 grudnia 2017      |
| 12  | Daisuki desu! (大好きですっ!)                                                          | 23 grudnia 2017      |